# Bulgaria de pe Volga
Bulgaria de pe Volga sau Volga-Kama Bolghar, este un stat care a existat între secolele al VII-lea și al XIII-lea în zona confluenței râurilor Volga și Kama din ceea ce este azi Federația Rusă. Republicile federale rusești Tatarstan și Ciuvașia sunt considerate ca fiind urmașele din punct de etnic și teritorial ale Bulgariei de pe Volga.

## Originile
Există puține informații despre Bulgaria de pe Volga din surse contemporane. Cum nu s-a păstrat niciun document autentic al bulgarilor din acea perioadă, cea mai mare parte a informațiilor provin din surse arabe. persane, indiene sau rusești. S-au obținut anumite informații și în urma săpăturilor arheologice.
Se crede că, la început, teritoriile Bulgariei de pe Volga au fost ocupate de popoarele fino-ugrice. Vechii bulgari au migrat în zonă cam pe la anul 665, fiind conduși de hanul Kotrag, fiul lui Kubrat. Anumite triburi bulgărești au continuat înaintarea către vest și, după multe aventuri, s-au stabilit în zona cursului inferior al fluviului Dunărea, în zona Bulgariei de azi, unde s-au amestecat și au fost asimilați de triburile de slavi care erau deja pe acele pământuri. Aici au adoptat limba slavă și credința creștin ortodoxă.
Cei mai mulți istorici sunt de acord că bulgarii de pe Volga au fost supușii Imperiului Khazar. Pe la sfârșitul secolului al IX-lea, a avut loc un proces de unificare, fondându-se capitala ținutului la Bolğar, la 160 km sud de orașul Kazan. Cei mai mulți oameni de știința consideră că statul bulgar nu a fost capabil să iasă din sfera de dominație a hazarilor până când statul acestora din urmă nu a fost distrus în 965 de Sviatoslav, principele Rusiei Kievene.
Pentru a unifica triburile războinice bulgărești și pentru a câștiga un aliat puternic în lupta cu hazarii, hanul Almas Khan i-a scris o scrisoare califului Bagdadului, în care-i cerea ajutorul pentru trimiterea unor învățați care să cunoască și să predea Coranul, dar și sprijin pentru construirea de moschei. Pe 11 mai 922, hanul l-a întâmpinat pe misionarul Ahmad ibn Fadlan și, patru zile mai târziu, adunarea triburilor a proclamat islamul ca religie a statului.

## Perioada de înflorire
Cea mai mare parte a populației regiunii era de origine turcică (conform însemnărilor lui ibn Rusta). Ciuvașii și tătarii din zilele noastre sunt urmașii bulgarilor de pe Volga, deși se pare că studiile lingvistice demonstrează că ciuvașii reprezintă un etnos turcic mai timpuriu, care ar putea fi înrudiți cu hunii.
Șeful bulgarilor de pe Volga era iltäbär-ul (iteber) (numit uneori și elteber). După trecerea la islam, titlul conducătorului bulgarilor a fost cel de șeic. Conducătorii despre care există dovezi scrise sunt: Almıș (Almîș), Mikail bine Cäğfär (Mikaul ibn Djafar), Mö'mim bine Äxmäd (Mumin ibn Ahmad), Mö'min bine âl-Xäsän (Mumin ibn al-Hasan) și Talib bine Äxmäd (Talib ibn Ahmad).
Având controlul asupra cursului mijlociu al fluviului Volga, statul bulgar avea controlul și asupra celei mai mari părți a comerțului între Europa și Asia de dinaintea cruciadelor (care au deschis și alte rute comerciale). Capitala Bulgar era un oraș înfloritor, rivalizând ca întindere și bogăție cu cele mai importante orașe ale lumii islamice. Partenerii comerciali ai bulgarilor erau vikingii, hantîi, neneții și locuitorii din Bjarmland în nord, negustorii din Bagdad și Constantinopole în sud, din China în răsărit, până la orașele din vestul Europei. Alte orașe protobulgare au fost Bülär, Suar (Suwar), Qașan și Cükätaw (Juktin). Orașele din zilele noastre Kazan și Ielabuga au fost la origine fortărețe ale bulgarilor.
Unele dintre orașele protobulgare nu au fost încă decoperite, dar sunt menționate în cronicile rusești. Acestea sunt: Așli, Tuxçin (Tuhcin), İbrahim și Taw İle. Unele dintre ele au fost distruse de invazia mongolilor și nu au fost refăcute dupa aceasta.
Cnezatele rusești din vest erau singurele amenințări însemnate din punct de vedere militar. În secolul al XI-lea, Bulgaria a fost devastată de mai multe atacuri rusești. La sfârșitul secolului al XII-lea și începutul celui de-al XIII-lea. Cnezii Vladimirului, (în special Andrei cel Pios și Vsevolod al III-lea), nerăbdători să-și extindă granițele către est, au atacat și prădat în mod constant orașele bulgărești. Ca urmare a presiunilor crescânde ale rușilor, bulgarii au fost obligați să-și mute capitala la Bilär.

## Declinul
În septembrie 1223, lângă Samara, avangarda armatelor lui Ginghis Han, de sub comanda lui Uran, fiul lui Subutai Bagatur, a intrat în Bulgaria de pe Volga, dar a fost înfrântă de hanul Gabdula Chelbir. În 1236, mongolii au reluat atacul, dar au avut nevoie de cinci ani să ocupe toată țara, care în acele timpuri era în război civil. De atunci, Bulgaria a devenit parte statului cunoscut mai târziu cu numele de Hoarda de Aur. Bulgaria a fost divizată în mai multe hanate, fiecare dintre ele vasale ale Hoardei de Aur, bucurându-se de o autonomie limitată. Până în prima jumătatea secolului al XV-lea, Hanatul Kazanului a devenit cel mai important dintre acești vasali ai mongolilor.